# Pointe-Haute de Mary
Pointe-Haute de Mary – szczyt górski we francuskiej części Alp Kotyjskich, w masywie Chambeyron. Ma wysokość 3206 m n.p.m. Leży w departamencie Alpy Górnej Prowansji, w regionie Prowansja-Alpy-Lazurowe Wybrzeże, około 1,5 km na północny zachód od granicy francusko-włoskiej. Trasa wędrówki na szczyt wiedzie z osady Maljasset położonej w dolinie Vallée de l'Ubaye, przez most na rzece Ubaye w osadzie Maurin, dolinę Vallon de Mary i płaskowyż Plateau de Tuissier.